# Pohivka, Bohorodceanî
Pohivka (în ucraineană Похівка) este o comună în raionul Bohorodceanî, regiunea Ivano-Frankivsk, Ucraina, formată numai din satul de reședință.

## Demografie
Componența lingvistică a comunei Pohivka
     Ucraineană (99,4%)
     Alte limbi (0,6%)
Conform recensământului din 2001, majoritatea populației comunei Pohivka era vorbitoare de ucraineană (99,4%), existând în minoritate și vorbitori de alte limbi.